# Henry Jacob Bigelow

Henry J. Bigelow, 1889

Henry Jacob Bigelow (* 11. März 1818 in Boston; † 30. Oktober 1890 ebenda) war ein US-amerikanischer Chirurg und Medizinhistoriker.

## Leben
Henry Jacob Bigelow (der Jüngere), Sohn des Arztes und Botanikers Henry J. Bigelow, war Professor für Chirurgie an der Harvard University und Chirurg am Massachusetts General Hospital. 1846 wurde er in die American Academy of Arts and Sciences gewählt. Am 16. Oktober 1846 war er in Boston Assistent und Zeuge der ersten öffentlichen und erfolgreichen Äthernarkose, worüber er am darauffolgenden 9. November vor der Boston Society of Medical Improvement einen Vortrag hielt, welcher im Boston Journal und weltweit in den Zeitungen weiterverbreitet und die Nachricht über diesen Grundstein moderner Anästhesie allgemein bekannt machte. (In Europa erschien, nachdem Bigelow in einem Brief vom 28. November 1846 seinem Freund Francis Boott in London seinen am 17. Dezember bei Boott eingetroffenen Bericht hat zukommen lassen, erstmals am 1. Januar 1947 die Nachricht darüber als Übersetzung von Bigelows Artikel in der Deutschen Allgemeinen Zeitung). Mit William Thomas Green Morton, dem Anwender der neuen, aber 1842 schon von Crawford W. Long praktizierten, Narkosemethode, führte er daraufhin weitere Untersuchungen zur Äthernarkose durch.

## Schriften (Auswahl)
- Insensibility during surgical operations produced by inhalation. In: Boston Medical and Surgical Journal. Band 35, Nr. 16, 18. November 1846, S. 309–317; auch in: Boston Daily Advertiser. 19. November 1846.
- Ether and chloroform: a compendium of their history and discovery. Boston 1848.
- A century of American medicine. Philadelphia 1876.